# Sovinka
Sovinka je menší vodní tok v Krkonoších a jejich podhůří, pravostranný přítok Labe v okresech Semily a Trutnov v Libereckém a Královéhradeckém kraji. Délka toku měří 9 km, plocha povodí činí 16,14 km².

## Průběh toku
Potok pramení jihovýchodně od Mrklova, části obce Benecko, v nadmořské výšce 713 metrů pod kopcem Sovinec (765 m). Potok teče převážně jižním směrem, ve Valteřicích, části Horní Branné, se potok stáčí k jihovýchodu a podtéká silnici I/14. Potok tvoří osu celé jak Horní, tak Dolní Branné. V Dolní Branné Sovinka zprava přijímá Bohdanečský potok a Klokočku a podtéká železniční trať Chlumec nad Cidlinou – Trutnov a silnici II/295. Ještě na katastrálním území Dolní Branné se Sovinka zprava vlévá do Labe v nadmořské výšce 414 metrů.